# Gilo (Fluss)
Der Gilo ist ein Fluss im Südwesten Äthiopiens.

## Verlauf
Der Gilo bezieht sein Wasser aus dem äthiopischen Hochland. Er entsteht aus dem Zusammenfluss der beiden Quellflüsse Godare und Beko, die sich in der Region Gambela vereinen. Der Gilo fließt in nordwest–westlicher Richtung. Er mündet an der Grenze zum Südsudan in den Pibor, etwa 40 km bevor sich dieser mit dem Baro zum Sobat vereint.

## Hydrometrie
Die Durchflussmenge des Flusses wurde 26 Jahre lang (1967–1993) am Pegel Pugnido in m³/s gemessen.